# Vekoma
Vekoma (acronimo di Veld Koning Machinenfabriek) è un'azienda dei Paesi Bassi che progetta e costruisce montagne russe.

## Storia

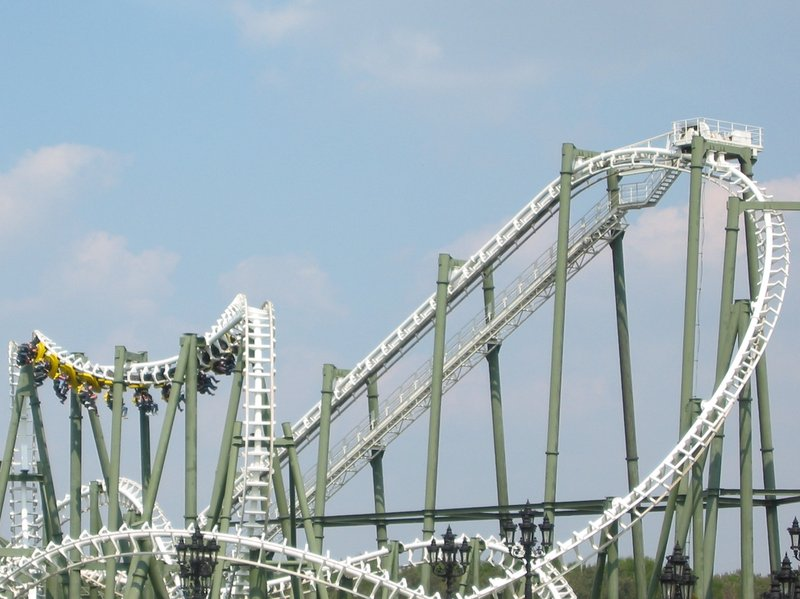
Il Limit

L'azienda nasce nel 1926 come azienda produttrice di macchinari agricoli e motori per aeronautica. Tuttavia, nel 1967 sperimenta la presenza in un nuovo mercato, quello della produzione di giostre da luna park, producendo la sua prima ruota panoramica. La società oggi progetta grandi montagne russe in acciaio e in legno, attrazioni su acqua e attrazioni per famiglie. Caratteristica delle montagne russe Vekoma è che sono prodotte in serie: nel mondo ed in Europa esistono dozzine di modelli tra loro identici. Questo tipo di produzione rende quindi più facile la commercializzazione e consente anche di ridurre i costi. In generale, le montagne russe Vekoma sono riconoscibili per il profilo delle rotaie che, soprattutto se di colore bianco, ricordano molto una struttura ossea.
A differenza dei coaster in acciaio B&M ed Intamin, dove le ruote dei treni avvolgono la rotaia dall'esterno, quelli Vekoma fanno scorrere i treni all'interno della sezione del percorso. Nel novembre 2009 l'azienda annuncia nuovi tipi di treni da installare su tutti i loro nuovi progetti a partire dal 2010; Questi treni sono basati sull'aggiornamento del treno dell'MK1200 (con protezioni molto più confortevoli) ma con quattro sedute per ogni fila, accomunandoli ai treni prodotti da B&M.
Qui di seguito sono elencati i principali tipi di ottovolanti costruiti dalla Vekoma.

## Tipi di ottovolanti costruiti da Vekoma

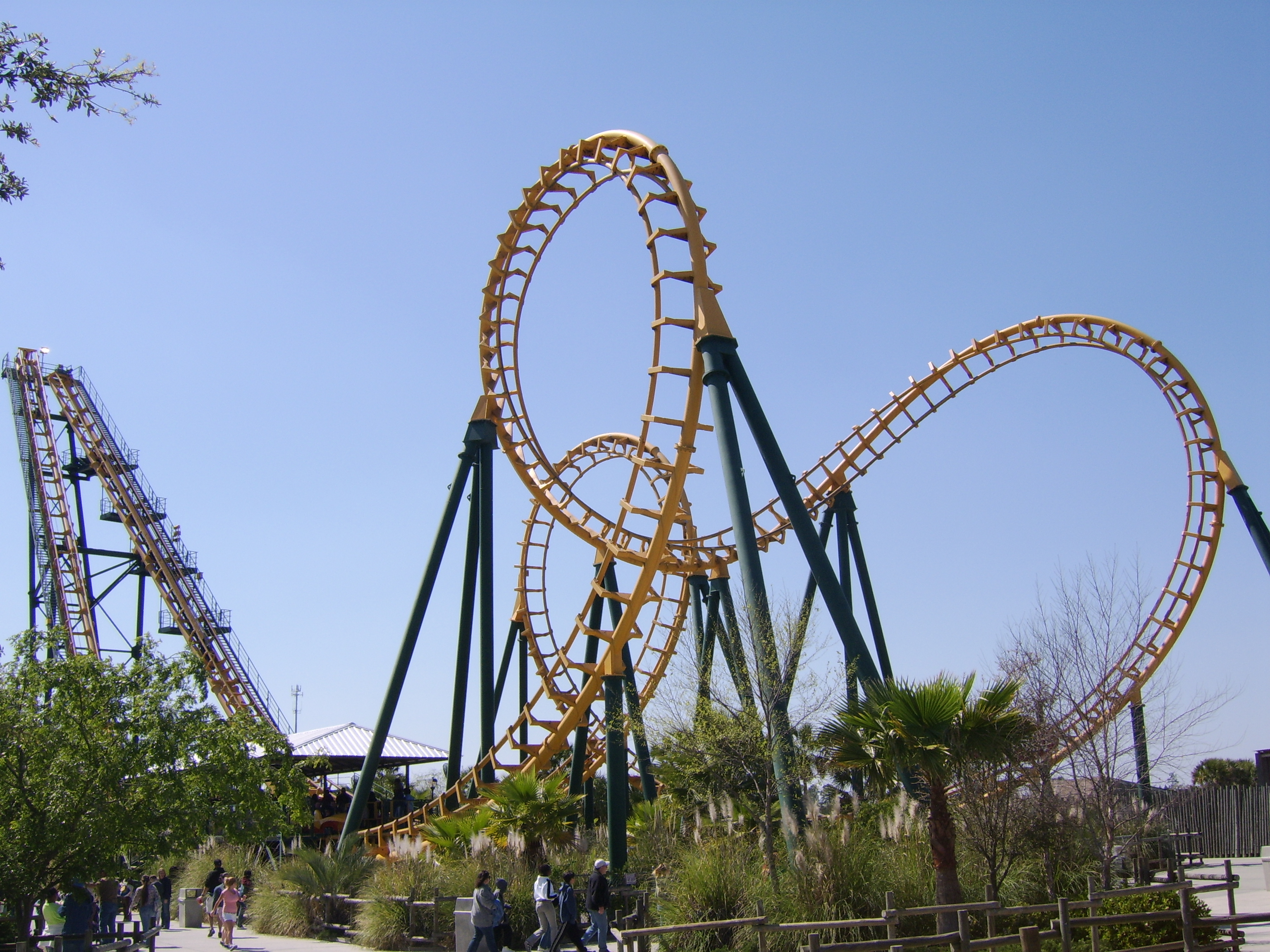
Il Boomerang

- Boomerang - È un shuttle coaster con tre inversioni. Il primo fu inaugurato nel 1984, e il modello standard fu dismesso nel 2019. Nel 1996 la Vekoma ha introdotto un aggiornamento di questa attrazione chiamato Invertigo, prodotto in sole 5 unità. Cinque anni dopo, nel 2001, ha introdotto il Super Invertigo (o Giant Inverted Boomerang), che fornisce una velocità maggiore ma differisce dal normale layout del Boomerang in diversi aspetti. Ci sono più di 40 Boomerang operativi[2].

- Flying Dutchman - È un flying coaster. I passeggeri sono inclinati sulla schiena in una posizione sdraiata e quindi percorrono il tracciato in una posizione "di volo". Ci sono due modelli di Flying Dutchman: il prototipo di 843 m e uno di 1018 m. tre Flying Dutchman sono stati costruiti, di cui solo uno ancora operativo[3].

- Hammerhead Stall - È anche conosciuto come Big Air; è un'attrazione di tipologia shuttle ed è progettato per ricreare l'effetto del volo di un aereo. Il primo e unico Big Air è stato inaugurato nel parco E-DA Theme Park alla fine del 2010.

- Junior Coaster - È anche conosciuto come Roller Skater; si tratta di un piccolo ottovolante per famiglie commercializzato in diverse versioni a partire dagli anni 90.

- Looping Coaster - La Vekoma fornisce un elevato numero di modelli di looping coaster, compresi i layout personalizzati.

- Mine Train - È un ottovolante che simula la corsa di un treno della miniera. Ci sono più di dieci Mine Train Vekoma operativi[4].

- Motorbike Coaster - È un ottovolante che come treni ha delle motociclette. Ci sono due modelli, uno di 600 m ed uno personalizzabile. Ci sono tre Motorbike Coaster operativi[5].

- Suspended Family Coaster - Sono ottovolanti in cui il treno è "appeso" al binario. Ci sono 19 Suspended Family Coaster Vekoma operativi[6].

- Suspended Looping Coaster (SLC) - È un ottovolante simile al Suspended Coaster, ma qui il percorso compie anche inversioni. Il modello standard ha un roll over subito dolo la prima discesa, seguito da un sidewinder e alla fine c'è una doppia inline twist. Ci sono poche variazioni, incluso un modello più lungo che ha un'elica finale (SLC+) come il Blue Tornado di Gardaland. Dunque ci sono cinque modelli di SLC: il prototipo (662 m), quello standard (689 m), quello extended (787 m), quello con l'elica finale (765 m) e quello personalizzabile. Nel mondo ci sono in totale 37 SLC operativi, e l'ultimo esemplare è stato prodotto nel 2017.

- Swinging Turns - Un ottovolante in cui i veicoli sono posti sotto il tracciato e possono oscillare. La Vekoma ha anche fornito dei veicoli sostitutivi per il tracciato "Vampire" della Arrow Dynamic. Ci sono tre Swinging Turns nel mondo.

- Tilt Coaster - È un ottovolante standard con una discesa verticale all'inizio. Il treno sale sulla discesa verticale con un tratto "tilt". Dopo aver lasciato la catena di risalita, invece di iniziare a percorrere la discesa, il treno è fermo su un tratto orizzontale del tracciato, che poi s'inclina verso il basso e diventa verticale e si collega con la discesa e così può iniziare il percorso. Il primo fu inaugurato nel 2002, ma rimase l'unico per oltre 20 anni fino a che il modello non fu rivitalizzato, modernizzato e reintrodotto nel mercato. Al momento, sono previsti o in apertura 3 Tilt Coaster, negli Stati Uniti e in Arabia Saudita.

- Wooden Coaster - È il classico ottovolante fatto di legno. Ci sono due Wooden Coaster Vekoma operativi (Robin Hood, al Walibi Holland, è stato convertito in Untamed nel 2019 per conto della RMC)[7].

## Altre attrazioni

### Madhouse
È un'attrazione destinata a far perdere il senso dell'orientamento agli ospiti. Essa è composta da un tamburo che ruota a 360° ed una gondola centrale che oscilla di 15° o 30°. In base al tema che va ad avvolgere tutta l'attrazione, le varie parti sono collegate con un filo logico di storia: si parte da un pre-show per poi entrare nella casa vera e propria chiamata main-show.